# Дом купца И. И. Кроткова
Дом купца И. И. Кроткова — двухэтажный жилой дом в посёлке Колывань Новосибирской области. Построен в 1900 году и принадлежал купцу Ивану Ивановичу Короткову. В декоре здания использован стиль народной архитектуры. Памятник архитектуры регионального значения.

## История
Первоначально зданием владел купец Иван Иванович Коротков. Первый этаж предназначался для торговли, верхний был жилым.
В 1920 году дом муниципализировали и передали детгородку.

## Описание
Северный фасад выходит на красную линию застройки Советской улицы, западный — на Революционный проспект.
Двухэтажный жилой дом перекрывает четырёхскатная вальмовая крыша, зигзагообразный силуэт которой сформирован тремя декоративными щипцами, один из них подчёркивает скошенный угол здания, тогда как двумя другими более крупными углами обозначается симметрия главных фасадов.
Скошенный угол с входом, заложенный в настоящее время, был акцентирован впоследствии утраченным ажурным балкончиком.
К основному объёму с южной стороны примыкает двухэтажная пристройка с частично кирпичным первым этажом. Она покрыта односкатной кровлей.
У стен дворовых фасадов декор отсутствует.
Размеры здания в плане составляют 16,6 × 18,0 м.

### Первый этаж
При постройке первого этажа был использован хорошо обожжённый красный кирпич на известковом растворе.
Первый этаж лаконично декорирован кирпичными карнизами, пилястрами и наличниками.
Обрамлённые наличниками с замковым камнем высокие окна имеют лучковое завершение. Горизонтальные ширинки формируют подоконную часть наличников. Единый горизонтальный кирпичный карниз в уровне подоконного слива объединяет оконные проёмы.
Первый этаж заканчивается декорированным сухариками шестирядным карнизом из лекального кирпича.

### Второй этаж
Второй этаж был рублен из брёвен «в лапу»   с обшивкой из профилированного теса.
Окна второго этажа с лучковыми перемычками, их обрамляют резные лаконично оформленные наличники из дерева, надоконные части которых имеют выполненное из объёмных деревянных профилей валютное завершение, украшенное трилистником.
Кроме того, в декоре второго этажа использованы накладные пилястры, широкий пояс фриза, состоящий из двух ярусов пропильной резьбы, а также подшитый широкой доской карниз большого выноса, имеющий один ярус подзора из трёх досок с пропильной резьбой в виде геометрического орнамента.

### Интерьер
В настоящее время здание имеет зальную планировку. Все помещения сгрупированны по периметру централтного холла, из которого на второй этаж ведёт диагональная лестница.
Первый этаж предположительно использовался как торговый зал со служебными помещениями, на что указывают конфигурация плана, расположение внутренней капитальной стены и опорная колонна.